# Homalium africanum
Homalium africanum là một loài thực vật có hoa trong họ Liễu. Loài này được (Hook. f.) Benth. mô tả khoa học đầu tiên năm 1859.